# Агроцибе
Агро́цибе, или полёвка (лат. Agrocybe) — род грибов семейства Строфариевые (Strophariaceae).

## Описание
Плодовые тела шляпконожечные, небольших или средних размеров. Шляпка с обычно светлой, сухой или слабо клейкой поверхностью. Ножка у молодых грибов белого цвета, затем темнеет, у некоторых видов с кольцом, без вольвы. У одного вида произрастает из склероциев. Споровый порошок серо-коричневого, фиолетово-коричневого или табачно-коричневого цвета. Споры эллиптической или яйцевидной формы, с порой прорастания. Хейлоцистиды и плевроцистиды присутствуют почти у всех видов.

## Синонимы
- Bulla Battarra ex Earle, 1909
- Cyclocybe Velen., 1939
- Cyclopus (Quél.) Barbier, 1907
- Hylophila subg. Cyclopus Quél., 1888
- Pseudodeconica Overeem, 1927, nom. inval.
- Togaria W.G. Sm., 1908

## Виды
- Agrocybe acericola (Peck) Singer, 1950
- Agrocybe allocystis Singer, 1969
- Agrocybe apepla Singer, 1978
- Agrocybe arvalis (Fr.) Singer, 1936 — Полёвка пашенная
- Agrocybe attenuata (Kühner) P.D. Orton, 1960
- Agrocybe bokotensis (Beeli) Watling, 1973
- Agrocybe broadwayi (Murrill) Dennis, 1953
- Agrocybe brunneola (Fr.) Bon, 1980
- Agrocybe calicutensis K.A. Thomas & Manim., 2003
- Agrocybe carneobrunnea Watling, 1973
- Agrocybe collybiiformis (Murrill) Singer, 1951
- Agrocybe coprophila Singer, 1945
- Agrocybe cubensis (Murrill) Singer, 1978
- Agrocybe cylindracea (DC.) Gillet, 1874 — Полёвка цилиндрическая
- Agrocybe dura (Bolton) Singer, 1936 — Полёвка твёрдая
- Agrocybe earlei (Murrill) Dennis ex Singer, 1978
- Agrocybe erebia (Fr.) Kühner ex Singer, 1939 — Агроцибе тёмная
- Agrocybe fimicola (Speg.) Singer, 1950
- Agrocybe firma (Peck) Singer, 1940
- Agrocybe guruvayoorensis K.A. Thomas & Manim., 2003
- Agrocybe howeana (Peck) Singer, 1951
- Agrocybe hortensis (Burt) Singer, 1978
- Agrocybe illicita (Peck) Watling, 1977
- Agrocybe insignis Singer, 1941
- Agrocybe lenticeps (Peck) Singer, 1973
- Agrocybe microspora Singer, 1978
- Agrocybe molesta (Lasch) Singer, 1978 — Полёвка неприятная
- Agrocybe munnarensis K.A. Thomas & Manim., 2003
- Agrocybe neocoprophila Singer, 1953
- Agrocybe olivacea Watling & G.M. Taylor, 1987
- Agrocybe paludosa (J.E. Lange) Kühner & Romagn. ex Bon, 1987 — Полёвка болотная
- Agrocybe paradoxa Singer, 1973
- Agrocybe parasitica G. Stev., 1982
- Agrocybe pediades (Fr.) Fayod, 1889 — Полёвка стоповидная
- Agrocybe platysperma (Peck) Singer, 1973
- Agrocybe praecox (Pers.) Fayod, 1889 — Агроцибе ранняя
- Agrocybe procera Singer, 1969
- Agrocybe pruinatipes (Peck) Watling, 1977
- Agrocybe puiggarii (Speg.) Singer, 1952
- Agrocybe pusiola (Fr.) R. Heim, 1934
- Agrocybe putaminum (Maire) Singer, 1936
- Agrocybe retigera (Speg.) Singer, 1951
- Agrocybe rivulosa Nauta, 2003
- Agrocybe sacchari (Murrill) Dennis, 1953
- Agrocybe sororia (Peck) Watling, 1978
- Agrocybe tucumana (Singer) Watling, 1981
- Agrocybe underwoodii (Murrill) Singer, 1962
- Agrocybe vervacti (Fr.) Singer, 1936 — Агроцибе целинная
- Agrocybe viscosa Singer, 1969
- Agrocybe xerophytica Singer, 1959
- Agrocybe xuchilensis (Murrill) Singer, 1958